# Schandmantel

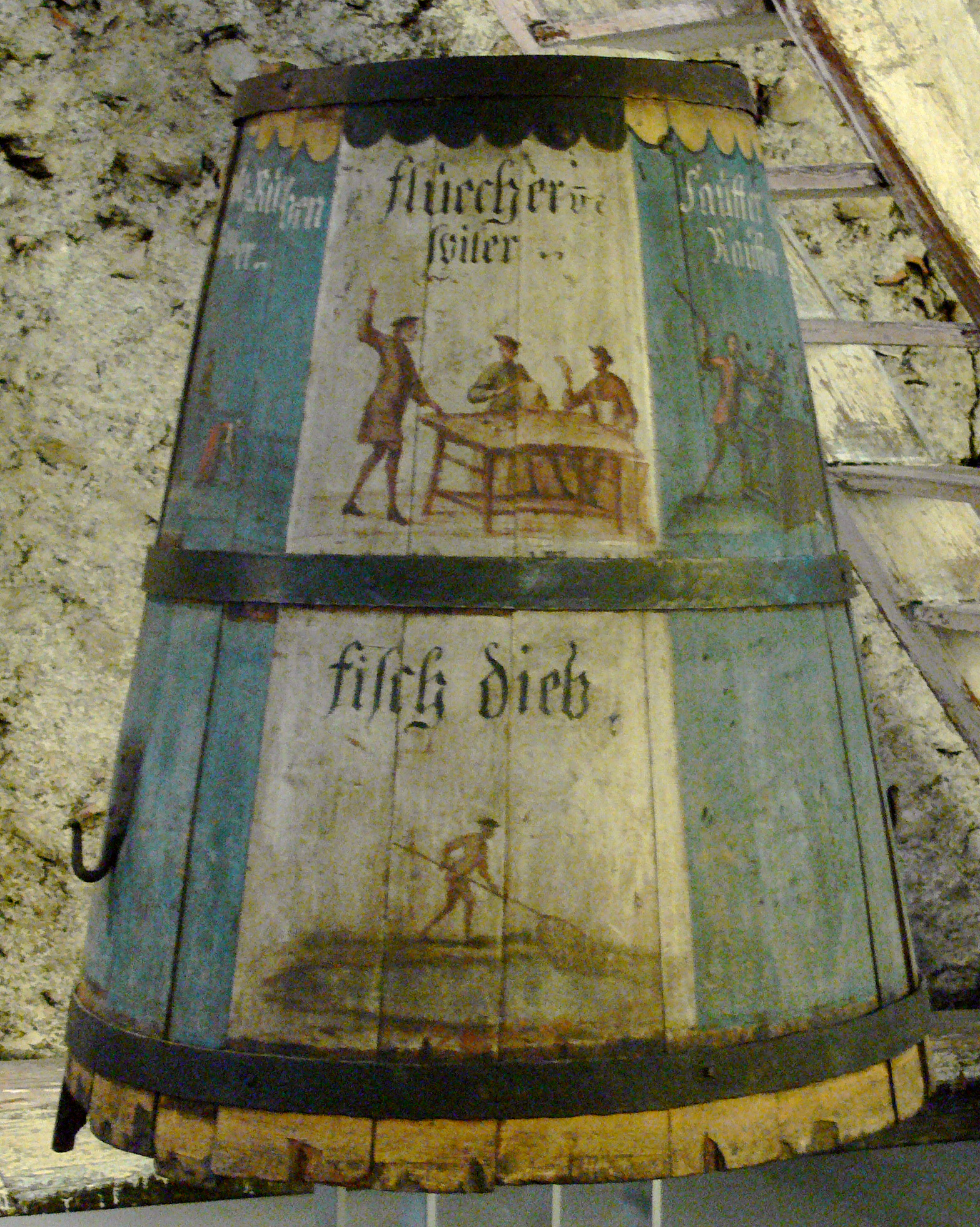
Schandmantel aus Ravensburg, 18. Jahrhundert

Ein Schandmantel, auch Schandtonne und Spanischer Mantel genannt, war ein Strafinstrument ab dem 13. Jahrhundert. Die aus Holz gefertigten Mäntel, die mitunter innen mit Blech ausgelegt waren, wurden zum Vollzug von Ehrenstrafen eingesetzt. Die damit Bestraften hatten sich häufig des Waldfrevels oder der Prostitution schuldig gemacht. Wer ihn umgelegt bekam, durfte beschimpft, geohrfeigt und mit Unrat beworfen werden. Es verhielt sich also wie mit den Lästersteinen.
Die Schandtonne enthielt teilweise am unteren Rand sowie an der Halsöffnung Gewichte, um die Pein des Delinquenten zu erhöhen, was jedoch nicht tödlich war.
Im 19. Jahrhundert wurde der Schandmantel als Tötungsinstrument fehlinterpretiert: Als sogenannte „Eiserne Jungfrau“ sollen Henker mit den Schandmänteln Hinrichtungen vorgenommen haben. Dazu seien die Schandmäntel innen mit Dornen versehen gewesen. Wie der Rechtshistoriker Wolfgang Schild (Universität Bielefeld) nachweisen konnte, waren solche Eisernen Jungfrauen aus musealen Fundstücken zusammengesetzte Schaustücke.